# Mèo đốm Margay
Mèo đốm Margay (danh pháp hai phần: Leopardus wiedii) là một loài mèo đốm thuộc họ Mèo, bản địa Trung và Nam Mỹ. Được đặt tên theo Công tước Maximilian xứ Wied-Neuwied, là loài sống đơn độc, kiếm ăn ban đêm, thích những vùng hẻo lánh của rừng mưa. Mặc dù đã từng được coi là dễ bị tổn thương dẫn đến tuyệt chủng, hiện nay IUCN liệt kê nó như là "sắp bị đe dọa". Chúng lang thang ở các khu rừng nhiệt đới từ México đến Argentina.
Về bề ngoài thì mèo đốm Margay rất giống loài mèo gấm Ocelot (Leopardus pardalis) to lớn hơn, nhưng có đầu ngắn hơn một chút, đôi mắt lớn hơn, còn đuôi và chân thì dài hơn. Nó nặng từ 2,6 – 4 kg, với chiều dài cơ thể từ 48 – 79 cm, và chiều dài đuôi từ 33 – 51 cm. Không giống như hầu hết các con mèo khác, mèo cái chỉ có hai núm vú. Lông màu nâu, điểm nhiều hàng đốm màu nâu sẫm hoặc đen và các sọc dọc. Phần bụng nhạt màu hơn, dao động từ màu vàng da bò đến trắng, và đuôi có nhiều dải sẫm màu với chỏm đuôi màu đen. Phần sau của tai màu đen với những đốm trắng tròn ở trung tâm.

## Phân loài
- Leopardus wiedii wiedii, đông và trung bộ Brasil, Paraguay, Uruguay, bắc Argentina
- Leopardus wiedii amazonicus, tây Brasil, phần nội địa Peru, Colombia và Venezuela
- Leopardus wiedii boliviae, Bolivia
- Leopardus wiedii cooperi, bắc México
- Leopardus wiedii glauculus, trung bộ México
- Leopardus wiedii nicaraguae, Honduras, Nicaragua, Costa Rica
- Leopardus wiedii oaxacensis, nam México
- Leopardus wiedii pirrensis, Panama, Colombia, Ecuador, Peru
- Leopardus wiedii salvinius, Chiapas, Guatemala, El Salvador
- Leopardus wiedii yucatanicus, Yucatán

## Hình ảnh

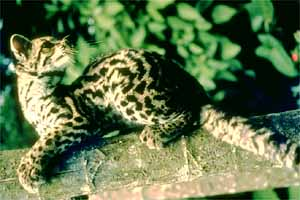
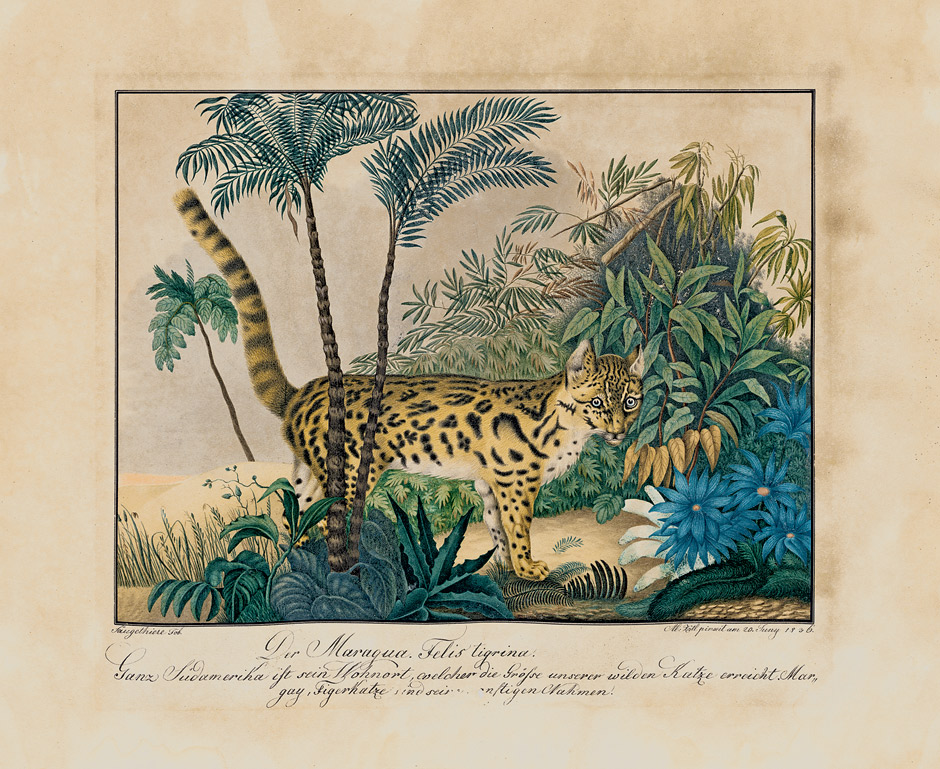
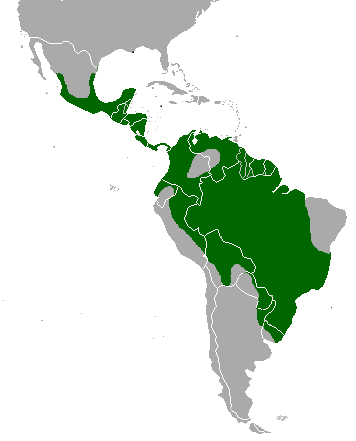